# Parc de Vaugrenier

Le Parc de Vaugrenier est un des parcs départementaux des Alpes-Maritimes.

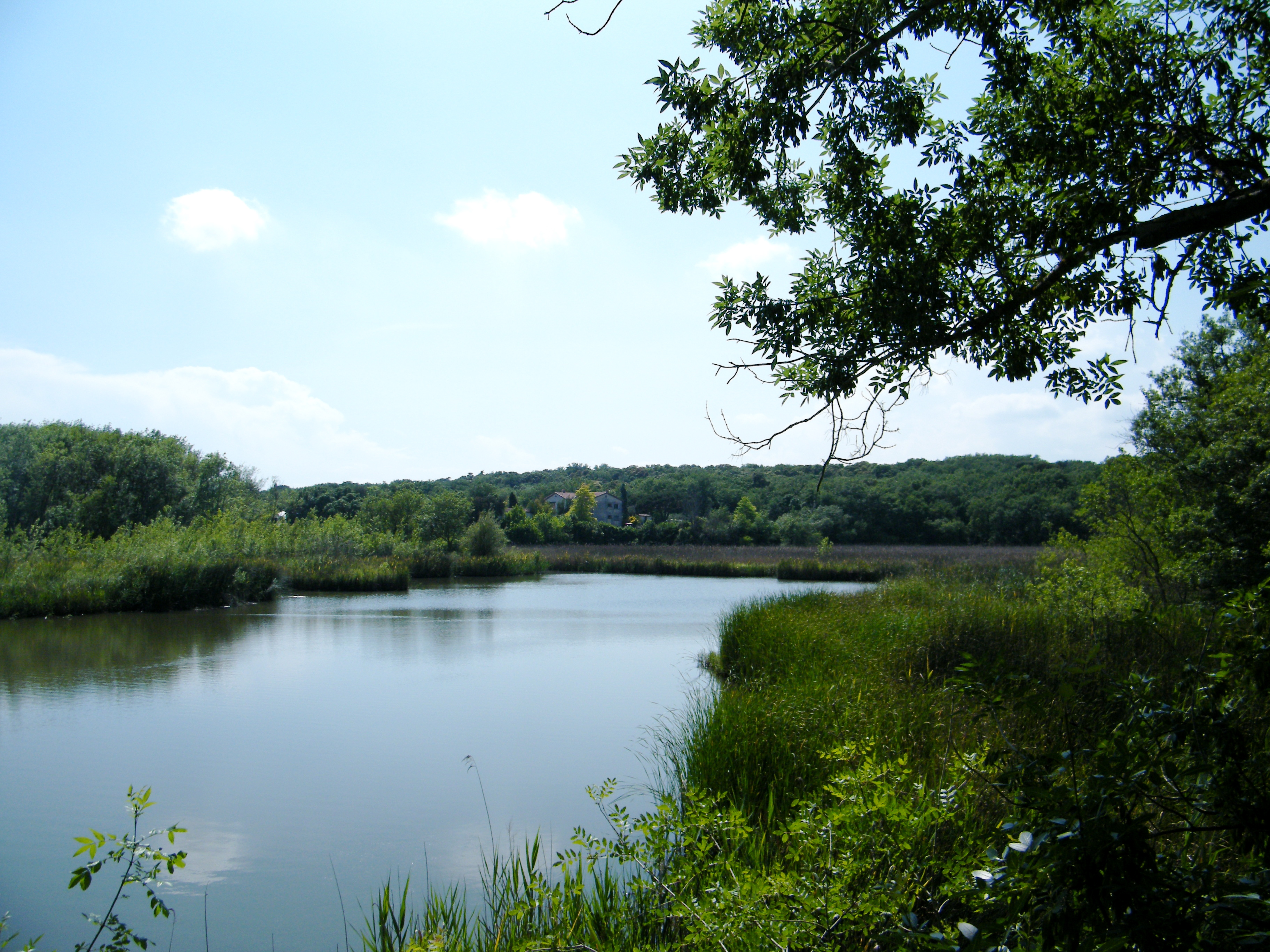
Étang du Parc de Vaugrenier

Réhabilité en 1995, ce parc de 100 hectares se situe entre Villeneuve-Loubet et Antibes, séparé de la mer par la RN 98, la RD6007, et la voie ferrée. Il abrite de nombreuses espèces animales et végétales méditerranéennes, mais aussi des espèces végétales du monde entier comme le Séquoia à feuilles d'if (Sequoia sempervirens) de Californie.
Le parc comporte un étang d'eau douce, possédant un biotope exceptionnel. Un observatoire ornithologique y a été aménagé.

## Histoire
Adopté par les Massaliotes dès le VIIe siècle av. J.-C., puis par les Romains à partir de leur victoire sur les Oxybiens, en 154 av. J.-C., le site a gardé les vestiges d'un ancien temple peut-être dédié à Mercure construit entre 20 et 10 av. J.-C., peut-être en liaison avec l'ouverture de la route côtière, la via Julia Augusta.
En août 2009, son accès devient plus facile aux personnes à mobilité réduite. Un premier tronçon d’un sentier aménagé permet, aux personnes en fauteuil roulant, de se promener dans le parc sur une distance d’un peu moins d’un kilomètre.
En 2016, des appareils sportifs sont mis à la disposition des promeneurs.
En Juillet 2018, l'aire de jeux est entièrement rénovée dans un esprit paysager.
Le parc compte environ 500 000 visiteurs par an. Il dispose également d'un parcours sportif composé d'une vingtaine d'agrés.